# Himmelried
Himmelried est une commune suisse du canton de Soleure, située dans le district de Thierstein.

Vue aérienne (1953)